# 阿亥环礁

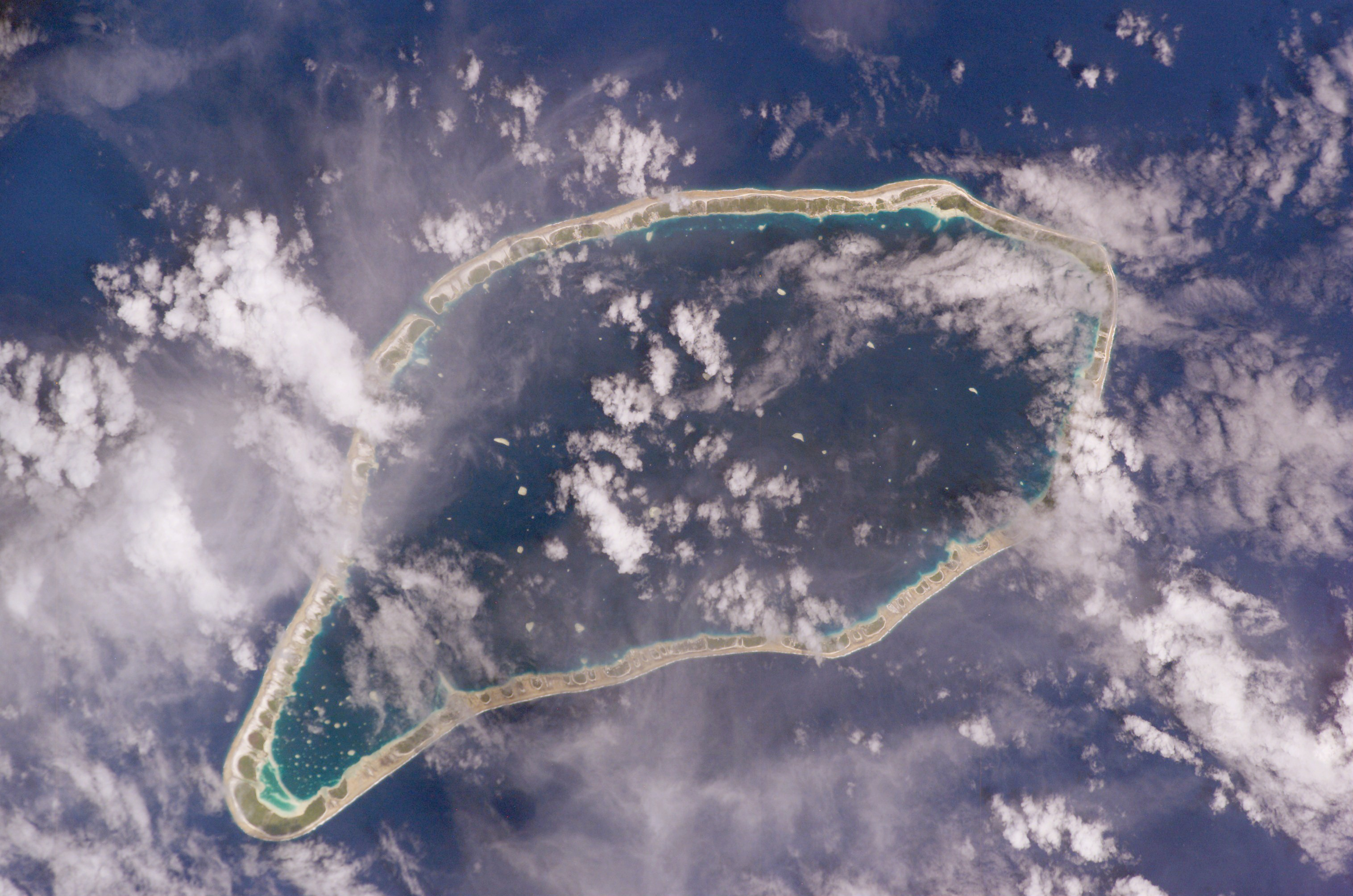
阿赫环礁

阿亥环礁（Ahe），又称阿亥马鲁环礁（Ahemaru）、奥马鲁环礁（Omaru），是南太平洋法属波利尼西亚的环礁，属于土阿莫土群岛和喬治王群島的一部分，行政上由马尼希市镇管辖；长23.5公里、宽12.2公里，面积12平方公里，最高点海拔高度10米；2012年人口552人。